# Косилка
Косилка е село, принадлежащо към община Дряново, Габровска област.

## География
Селото е разположено в гориста местност, на средна надморска височина от 500 метра, в Предбалкана. Районът около селото е карстов и богат подпочвени води.

### Валежи и климат
Средното количество на валежите през януари е около 125 mm, а средното юлско е 200 mm – едно от най-високите нива в страната.
Климатът тук е умереноконтинентален. Той е характерен с големи температурни амплитуди. Средната температура на въздуха през януари в Косилка е около 0 °C. Средната юлска е 20 °C.

### Сеизмичност
Косилка попада в една от най-активните сеизмични зони в България. Рискът от земетресение в областта на селото е оценен на около 9 според скалата на Медведев.

### Почви
Почвите в района на селото са сивите горски.

### Флора и фауна
Растенията и животните от този район спадат към Евросибирска фаунистична подобласт. От растителните видове най-често се срещат дъб, бук, габър, ела, бор, акация, цер, зимен дъб, шипкови и дрянови храсти. От животинските видове най-често се срещат сърната, еленът, лисицата, дивата свиня, кълвачът, дивият заек, катерицата.

### Граници
На запад Косилка граничи със село Станча, а на северозапад са селата Искра и Сяровци. Косилка се намира в землището на село Царева ливада, от което отстои на около километър разстояние.

## История
Косилка е възникнало като колиби и е запазило този свой статус до 18 юли 1995 година, когато влиза в сила законът за административно-териториално устройство на България. От тази дата Косилка става село, макар и към влизането на закона в сила селото да е без население от почти 10 години.

## Население
Повече от 30 години Косилка няма постоянни жители.
| Косилка                                      | Косилка | Косилка | Косилка | Косилка | Косилка | Косилка | Косилка | Косилка | Косилка | Косилка | Косилка | Косилка | Косилка | Косилка | Косилка | Косилка |
| -------------------------------------------- | ------- | ------- | ------- | ------- | ------- | ------- | ------- | ------- | ------- | ------- | ------- | ------- | ------- | ------- | ------- | ------- |
| година                                       | 1881    | 1893    | 1900    | 1905    | 1910    | 1920    | 1926    | 1934    | 1946    | 1956    | 1965    | 1975    | 1985    | 1992    | 2001    | 2011    |
| население                                    | 0       | 98      | 69      | 61      | 61      | 60      | 79      | 81      | 41      | 55      | 10      | 3       | 0       | 0       | 0       | 0       |
| Източници: Национален статистически институт |         |         |         |         |         |         |         |         |         |         |         |         |         |         |         |         |

## Инфраструктура
Селото се свързва посредством черен път с Искра.

### Сграден фонд
Статистика за сградния фонд в Косилка според преброяванията.
| Косилка                                      | Косилка | Косилка | Косилка | Косилка | Косилка | Косилка | Косилка | Косилка | Косилка | Косилка | Косилка | Косилка | Косилка |
| -------------------------------------------- | ------- | ------- | ------- | ------- | ------- | ------- | ------- | ------- | ------- | ------- | ------- | ------- | ------- |
| година                                       | 1893    | 1900    | 1905    | 1910    | 1920    | 1926    | 1934    |         |         |         |         |         |         |
| постройки                                    | 12      | 8       | 8       | 8       | 9       | 13      | 11      |         |         |         |         |         |         |
| Източници: Национален статистически институт |         |         |         |         |         |         |         |         |         |         |         |         |         |

## Администрация
Още от създаването си Косилка е включено към Дряновската околия. От създаването си до първите години на 20 век, селото е било част от община Пърша. След това обаче се прехвърля към община Дряново, част от която е и днес. През годините селото е преминавало в много области (преди наричани окръзи), преди да стане част от област Габрово през 1959 година. От 1987 до 1999 е част от Ловешката област, но впоследствие се връща в Габровско.
Днес Косилка се управлява от кмета на Царева ливада.